# غوشنة مجعدة
غوشنة مجعدة (الاسم العلمي: Morchella crispa) هي نوع من الفطريات يتبع جنس الغوشنة من الفصيلة الغوشنية.